# Акрокефалия
Акрокефа́лия (от греч. άκρος — самый высокий и κεφαλή — голова; син.: акроцефалия, акрокрания, оксицефалия, пиргоцефалия, башенный череп) — аномальная вытянутая башнеобразная форма головы, вызываемая преждевременным зарастанием венечного шва. Иногда акрокефалией называют преобладание высоты черепа над шириной при нормальном строении швов.
В некоторых случаях в результате увеличения внутричерепного давления у таких людей может быть лёгкая или средняя степень умственной отсталости.
Также может наблюдаться изменение формы носа (в виде клюва), затруднение носового дыхания из-за сокращения размера носоглотки и хоан, аномалии хрящей трахеи и затруднение прохождения воздуха через трахею.
Передается по аутосомно-доминантному типу без привязки к полу.
Синонимы: краниоцефальный дизостоз, черепно-лицевой дизостоз, синдром Аперта (сопровождается синдактилией), краниоцефалия.